# Beechcraft Starship
Beechcraft Starship je nekonvencionalno dvomotorno turbopropelersko poslovno letalo s kabino pod pritiskom za 6 do 8 potnikov. Proizvajalo ga je ameriško letalsko podjetje  Beech Aircraft Corporation (zdaj Beechcraft).
Načrtovanje se je začelo leta 1979, ko je Beech iskal naslednika za King Air, ki bi letel hitreje in z več potniki. . Beech je sodeloval s podjetjem Scaled Composites, za izdelavo POC (Proof of koncept) prototipnega letala.  Podjetje Scaled Composite je ustanovil znani letalski konstruktor Burt Rutan, ki je izdelal veliko nekonvecionalnih letal.
Prvo POC letalo je poletelo leta 1983 za preizkus koncepta. 
Starship je bil prvo nevojaško letalo, ki je uporabljalo kompozitne materiale iz ogljikovih vlaken v tako velikem obsegu. Starship ima tudi predkrilca - kanarde in motorje nameščene v potisni konfiguraciji. Posebnost je odsotnost vertikalnega repa, kar zmanjša zračni upor. Ima pa zato velike winglete, ki imajo tudi kontrolne površine. 
Kljub uporabi lahkih materialov je bila prazna teža letala precej nad pričakovanji. 

## Tehnične specifikacije
- Posadka: 1
- Kapaciteta: 6 potnikov
- Dolžina: 14,1 m (46,1 ft)
- Razpon kril: 16,6 m (54,5 ft)
- Višina: 3,9 m (12,9 ft9
- Površina kril: 26,1 m2 (281 sq ft)
- Prazna teža: 4 574 kg (10 085 lb)
- Naložena teža: 6 808 kg (15 010 lb)
- Maks. vzletna teža: 6 759 kg (14 900 lb)
- Gorivo: 565 gallon (3785 funtov)
- Motorji: 2 × Pratt & Whitney Canada PT6A-67A turboprop, 1 200 KM (890 kW) vsak
- Propeler:2X 5-kraki McCauley, 8 ft 8 in (2,64 m) premer

- Maks. hitrost:620 km/h  (385 mph; 335 vozlov)
- Potovalna hitrsot: 568 km/h (353 mph; 307 vozlov)
- Hitrost izgube vzgona:  180 km/h; (112 mph; 97 vozlov)
- Dolet: 2 536 km (1 370 nmi)
- Višina leta (servisna): 12 497 m (41 000 ft)
- Hitrost vzpenjanja: 13,96 m/s (2748 ft/min)
- Obremenitev kril: 260 kg/m2
- Razmerje moč/teža: 6,2 funtov/KM